# Clypeasta adusta
Clypeasta adusta är en skalbaggsart som beskrevs av Leon Fairmaire 1903. Clypeasta adusta ingår i släktet Clypeasta och familjen Melolonthidae. Inga underarter finns listade i Catalogue of Life.